# Friedrich Wilhelm Hollstein
Ne doit pas être confondu avec Friedrich von Holstein.
Friedrich Wilhelm Hollstein (Berlin, 1888 - Amsterdam, 1957) est un marchand d'estampes et un historien de l'art allemand s'étant installé aux Pays-Bas en 1937 à la suite de la montée du nazisme. Il est l'auteur du célèbre Hollstein, ouvrage de référence sur la gravure néerlandaise et allemande.

## Biographie
Hollstein est un important marchand d'art spécialisé dans les estampes et les dessins à Berlin avant la seconde Guerre mondiale. Avec l'arrivée au pouvoir des nazis, Hollstein, qui est juif, se voit forcé de se réfugier à l'étranger, et part s'installer à Amsterdam,. Avec l'aide de Max Jakob Friedländer, il devient actif comme historien de l'art et obtient un siège permanent dans le cabinet des estampes du Rijksmuseum Amsterdam, où il établit un index et un catalogue des estampes de l'institution,.
Avec l'aide de son premier éditeur, Menno Hertzberger et fort des nombreuses notes qu'il a prises tout au long de sa carrière de marchand d'estampes et de ses accès aux collections du Rijksmuseum, il publie la première série de volumes, Dutch and Flemish Etchings, Engravings, and Woodcuts (à partir de 1949 et en anglais). Il publie ensuite la deuxième série, German Engravings, Etchings, and Woodcuts (1954) ; quatorze volumes sont publiés de son vivant ; Karel G. Boon, le directeur du cabinet des estampes, prend le relais en enrichissant les volumes existants et en publiant le reste, à partir de 1969,.
Hollstein a construit son catalogue en s'inspirant des 24 volumes du Peintre-graveur composé par Adam von Bartsch à la fin du XVIIIe siècle. Mais son œuvre a été critiquée pour avoir négligé les estampes cartographiques, d'histoire ou destinées à illustrer des ouvrages, qu'il considérait comme « un art mineur ». Par ailleurs, il n'a pas consulté les estampes ou les épreuves intermédiaires d'autres collections. Pour corriger cela, ses ouvrages sont réédités et enrichis sous le titre New Hollstein à partir de 1993,.
Cette réalisation, comme celle de Bartsch et d'autres, demeure un ouvrage de référence pour l'étude des estampes, et le plus grand projet de catalogage d'estampes.

## Publications
- (en) Dutch and Flemish Etchings, Engravings, and Woodcuts, ca. 1450-1700. 36 vols, M. Hertzberger, 1949-
- (en) German Engravings, Etchings, and Woodcuts, ca. 1400-1700. 65 vols, M. Hertzberger, 1954-